# 电荷转移因子
电荷转移因子（英語：Charge transfer coefficient）或电荷跃迁系数、电荷传递系数等，又称对称因子（英語：symmetry factor），其符号分别α和β，是电化学反应中描述反应动力学的一对参数，为一对无量纲数。
根据IUPAC定义，对于只有一个速率控制步驟的反应，阴极的电荷转移因子（αc）定义为：
{\displaystyle {\frac {\alpha _{\rm {c}}}{\nu }}=-{\frac {RT}{nF}}\left({\frac {\partial \ln |I_{\rm {red}}|}{\partial E}}\right)_{p,T,c_{i}^{\rm {interface}}}}
对应地，阳极的电荷转移因子（αa）定义为：
{\displaystyle {\frac {\alpha _{\rm {a}}}{\nu }}={\frac {RT}{nF}}\left({\frac {\partial \ln |I_{\rm {ox}}|}{\partial E}}\right)_{p,T,c_{i}^{\rm {interface}}}}
其中:
- {\displaystyle \nu }: 反应的化学计量数，
- {\displaystyle R}: 气体常数
- {\displaystyle T}: 绝对温度
- {\displaystyle n}: 电极反应的电子转移数
- {\displaystyle F}: 法拉第常数
- {\displaystyle E}: 电极电势
- {\displaystyle I}: 对应的氧化电流或还原电流[4][5]

## 物理意义
电荷转移因子体现了电极反应自由能垒下降时，其能垒下降在阴阳两极电极-电解质界面处的分配占比。
在电极界面处参与电极反应的离子需要经历界面电势和部分静电场对离子做的电功，电荷转移因子就是表示随着电压改变，离子需要克服该过程需要达到反应能垒顶部所需能量的改变程度。

## 电池
在电池或燃料电池中，电荷转移系数是表示电流密度改变造成的过电位改变量在阴阳两极分配占比的参数，也是电极动力学的核心参数。

## 对称因子
对于单步反应，阴极和阳极的电荷转移因子被称为对称因子，其和为1
{\displaystyle \beta _{\rm {c}}+\beta _{\rm {a}}=1}